# La Théorie du chaos
La Théorie du chaos est un album de bande dessinée en noir et blanc.
- Scénario et dessins : Pierre Schelle

## Synopsis
Cet album retrace les conséquences du battement d'ailes d'un papillon.

## Publication

### Éditeurs
- Delcourt (Collection Encrages) (2001)  (ISBN 2-84055-758-4)